# 三浦由唯菜
三浦 由唯菜（みうら ゆいな、2004年7月2日 - ）は、日本のカーリング選手。名寄東中学校、北海道名寄高等学校出身、札幌国際大学在学中。

## 人物
小学4年生からカーリングを始める。
2017年、松澤弥子らとともに名寄ジュニアクラブとして日本ジュニアカーリング選手権に出場し優勝。
2018年、世界ジュニアBカーリング選手権にリードで出場。グループ4位で予選敗退。
2021年、2021年日本ジュニアカーリング選手権に名寄協会所属「JJクレッシェンド」のスキップとして出場。決勝でSC軽井沢クラブJr.に敗れて準優勝に終わった。
2022年5月、2022年世界ジュニアカーリング選手権にSC軽井沢クラブJr.のリザーブとして帯同。日本ジュニアカーリング選手権を観戦していた小笠原歩・日本代表監督の目に留まり、監督の推薦でメンバー入りした。決勝戦を含め、11試合中７試合にサードのポジションで出場し、日本カーリング界初となる世界選手権金メダルを獲得。
2022年6月、佐久間優名、松永愛唯らと共に2023年世界ジュニアカーリング選手権の日本代表候補として選抜され、2023年2月に開催された大会にスキップとして出場、銀メダルを獲得した。
2025年1月、2025年冬季ワールドユニバーシティゲームズのカーリング競技に女子団体の日本代表のスキップとして出場、ワールドユニバーシティゲームズのカーリング競技において日本初となる金メダルを獲得した。

## チーム

### 4人制女子
| シーズン | フォース        | サード          | セカンド   | リード      | リザーブ   | 主な大会                                 |
| -------- | --------------- | --------------- | ---------- | ----------- | ---------- | ---------------------------------------- |
| 2019–20  | 佐々木穂香      | 中島未琴        | 大関結     | 仁平美来    | 三浦由唯菜 | JCC 2020（札幌協会）                     |
| 2020–21  | 三浦由唯菜（S） | 松永愛唯        | 高橋佑奈   | 佐久間優名  |            | JJCC 2020（名寄協会JC/JJクレッシェンド） |
| 2021–22  | 三浦由唯菜（S） | 松永愛唯        | 佐久間優名 | 高橋佑奈    |            | JJCC2021（名寄協会JC/JJクレッシェンド）  |
| 2021–22  | 上野美優（V）   | 荻原詠理        | 上野結生   | 山本冴（S） | 三浦由唯菜 | WJCC 2022                                |
| 2022–23  | 三浦由唯菜（S） | 松永愛唯（V）   | 佐久間優名 | 高橋佑奈    | 高橋希実   | JJCC 2023                                |
| 2022–23  | 三浦由唯菜（S） | 松永愛唯（V）   | 上野結生   | 荻原詠理    | 佐久間優名 | WJCC 2023（日本代表）                    |
| 2023–24  | 田畑百葉（S）   | 仁平美来（V）   | 三浦由唯菜 | 中島未琴    | 上野結生   | WJCC 2024（日本代表）                    |
| 2023–24  | 三浦由唯菜（S） | 松永愛唯（V）   | 佐久間優名 | 池田葉南    | 鈴木琴音   | JJCC 2024                                |
| 2024–25  | 三浦由唯菜（S） | 敦賀心羽子（V） | 荻原詠理   | 松永愛唯    | 鈴木凜     | WUG 2025（日本代表）                     |

※（S）：スキップ／（V）：バイススキップ

## 戦績
| 日本ジュニア選手権  | 1  |  |   | 3 | 2 |   |
| 世界ジュニアB選手権 | 11 |  |   |   |   |   |
| 世界ジュニア選手権  |    |  |   |   | 1 | 2 |
| 日本選手権          |    |  | 7 |   |   |   |

### 世界ジュニア選手権
- 2022年世界ジュニアカーリング選手権大会： 金メダル（日本代表／リザーブ・サード）[3]
- 2023年世界ジュニアカーリング選手権大会： 銀メダル（日本代表／スキップ）[6]
- 2024年世界ジュニアカーリング選手権大会： 銀メダル（日本代表／セカンド）[10]

### ワールドユニバーシティゲームズ
- 2025年冬季ワールドユニバーシティゲームズ： 金メダル（日本代表／スキップ）[7]

### 日本選手権
- 第37回日本カーリング選手権大会（2020年）：7位（札幌協会）

### その他

#### 北海道ジュニア選手権
- 第29回北海道ジュニアカーリング選手権大会（2021年）： 金メダル（名寄協会JC[注釈 1]）[11]
- 第31回北海道ジュニアカーリング選手権大会（2022年）： 金メダル（名寄協会JC[注釈 1]）[12]